# Benoît de Mesmay
Benoît de Mesmay (* 10. Oktober 1961 in Algerien) ist ein französischer Jazzmusiker (Piano, Komposition).
Mesmay studierte zunächst Rechtswissenschaften, um dann eine Ausbildung als Musiklehrer zu absolvieren. Er arbeitete zunächst als musikalischer Leiter von Élisabeth Caumont und trat daneben in der Bigband Lumiere von Laurent Cugny (auch mit Gil Evans) auf. Dann begleitete er Yves Montand. Cugny holte ihn in den 1990er Jahren als Mitglied in das Orchestre National de Jazz, wo er auch mit Lucky Peterson aufnahm. Weiterhin arbeitete er mit John Scofield. Derzeit ist er als musikalischer Leiter der Band von Anne Ducros tätig. Er ist auch auf Alben von Alma Rosa und Antoine Illouz zu hören. Im Bereich des Jazz war er zwischen 1985 und 2013 an 27 Aufnahmesessions beteiligt.